# پرونده قتل پارکر–هیوم
پرونده قتل پارکر - هیوم در ۲۲ ژوئن سال ۱۹۵۴ در شهر کریستچورچ، نیوزیلند آغاز شد، هنگامی که هونورا ریپر (با نام اصلی هونورا پارکر) توسط دختر نوجوانش، پائولین پارکر و دوست نزدیکش جولیت هیوم (که بعدها به آن پری معروف شد) به قتل رسید. در آن زمان پارکر ۱۶ ساله و هیوم ۱۵ ساله بود. این قتل الهام‌بخش نمایشنامه‌ها، رمان‌ها، کتاب‌های غیر داستانی و فیلم‌های بسیاری بوده‌است.

## زمینه
پائولین ایوان پارکر (با نام پائولین ریپر) در ۲۶ مه ۱۹۳۸ به دنیا آمد. او در نوجوانی، با جولیت هیوم (متولد لندن) ملاقات کرد. پارکر از طبقه کارگر بود در حالی که هیوم که در سال ۱۹۴۸ به همراه والدینش به نیوزیلند آمده بود، دختر هنری هیوم، فیزیکدان بود که از رؤسای دانشگاه کانتربری در کریستچراچ بود. آنها هر دو در دبیرستان دخترانه کریستچراچ واقع در مرکز Cranmer درس می‌خواندند. هر دو دختر در کودکی به بیماریهای ناتوان‌کننده میتلا شده بودند، پارکر از استئومیلیت و هیوم از سل رنج می‌برد و همین موضوع باعث پیوند آن‌دو شد. طبق دست نوشته‌های پارکر، او و هیوم هر دو ایدهٔ بیمار بودن را رمانتیک کردند.
این دو دختر ابتدا در دبیرستان دخترانه کریستچرچ ملاقات کردند و در آنجا با شرایط پزشکی مربوط پیوند برقرار نمودند. بعداً، هنگامی که دوستی آنها بیشتر شد، زندگی مشترک فانتزی مفصلی را در کنار هم شکل دادند. آنها نمایشنامه‌ها، کتاب‌ها و داستانهایی را با محوریت این جهان نوشتند. آنها نسبت به یکدیگر وسواس پیدا کردند، خصوصاً وقتی که پائولین از خانه هیوم در ایلام خارج می‌شد، جولیت به‌طور عجیبی حساس و بیمار می‌شد. به ویژه والدین پائولین نگران این بودند که دختران خیلی نزدیک شده و رابطه آنها ممکن است جنسی باشد. همجنسگرایی در آن زمان یک بیماری روانی جدی تلقی می شد. خانواده هیوم نیز همچنین نگرانی‌هایی در این مورد داشتند، اما هر دو خانواده همچنان به دختران اجازه می‌دادند یکدیگر را ببینند و پائولین شب‌ها و تعطیلات در خانه هیوم پذیرفته می‌شد. استثنا در این مورد مربوط به تعطیلات تابستانی سال ۱۹۵۳ بود؛ که پائولین مثل سالهای گذشته دعوت نشده بود که برود.
در دوران دوستی، دختران با ایده‌هایی، اخلاق و دین شخصی خود را اختراع کردند. آنها مسیحیت را نپذیرفتند و قدیسان خود را پرستش می‌کردند و یک بعد موازی به نام جهان چهارم را نیز در ذهنشان به وجود آوردند، که اساساً نسخه خود آنها از بهشت است. جهان چهارم مکانی بود که احساس می‌کردند از قبل می‌توانند گاه‌وبیگاه در لحظه‌های روشنگری معنوی وارد شوند. به روایت پارکر، آنها به دلیل دوستی خود به این روشنگری معنوی رسیده بودند. سرانجام، دختران طرحی را برای فرار به ایالات متحده ریختند.
در سال ۱۹۵۴، والدین هیوم از هم جدا شدند. مشکلات دانشکده و هیئت مدیره پدرش را وادار به استعفا از سمت خود به عنوان رئیس دانشکده دانشگاه کانتربری کرد، و مادرش در حال انجام امور بود. این خانواده قصد داشتند به انگلیس برگردند، اما تصمیم گرفته شد که جولیت برای زندگی با اقوام خود در آفریقای جنوبی - به ویژه از نظر سلامتی برود. هر دو دختر از جدایی آینده خود دلگیر بودند و تصمیم گرفتند که پائولین نیز باید به آفریقای جنوبی برود. با اینکه خانواده هیوم با این ایده مخالف نبودند، اما بعید است که اجازه دهند این اتفاق بیفتد. پائولین مطمئن بود که مادرش به او اجازه نمی‌دهد که با جولیت برود. دختران سپس به منظور از بین بردن مانع ایجاد شده در کنار هم بودن، نقشه ای را برای قتل مادر پائولین تشکیل دادند. برنامه بلند مدت آنها این بود که به آفریقای جنوبی بروند و سپس به هالیوود یا نیویورک سیتی بروند، جایی که آنها معتقد بودند که می‌توانند با نویسندگی و بازی در فیلم به موفقیت برسند.

## قتل
در ۲۲ ژوئن ۱۹۵۴، جسد هونورا ریپر در ویکتوریا پارک، در کریستچراچ، نیوزیلند کشف شد. آن روز بعد از ظهر، هونورا به همراه پائولین و جولیت برای پیاده‌روی به پارک ویکتوریا رفته بودند. تقریباً ۱۳۰ متر (۴۳۰ فوت) بیرون مسیر اصلی، در منطقهٔ جنگلی پارک و نزدیکی یک پل چوبی کوچک، هیوم و پارکر با نیمهٔ آجری که در یک جوراب کهنه جاسازی کرده بودند، ریپر را به قصد کشتن زدند. پس از ارتکاب قتل، دختران با لباس‌های آغشته به خون فرار کردند و دوباره به دکه‌ای که چند دقیقه قبل ۳ نفری آن‌جا غذا خورده بودند، برگشتند. آنها به آگنس و کنت ریچی (صاحبان دکه) گفتند که هونورا افتاده و به سرش ضربه خورده‌است. جسد هونورا توسط کنت ریچی پیدا شد.زخم های زیادی در سر، گردن و صورت او دیده می‌شد و اندک جراحاتی هم در انگشتانش وجود داشت. پلیس خیلی زود آلت قتل را در جنگل مجاور کشف کرد و داستان دروغین دختران از مرگ تصادفی ریپر به سرعت لو رفت.

## محاکمه و محکومیت
قبل از محاکمه، پائولین پارکر با نام پائولین ریپر معروف بود. مادرش هونورا با هربرت ریپر زندگی می‌کرد گرچه در تحقیقات پلیس مشخص شد که آنها ازدواج نکرده‌اند؛ بنابراین طی محاکمه هونورا و پائولین با نام خانوادگی «پارکر» خطاب می‌شدند.
جلسات دادگاه تاثربرانگیز بودند و گمانه زنی‌هایی دربارهٔ لزبین بودن دخترها و جنون احتمالی آنها وجود داشت. دو دختر در ۲۸ اوت ۱۹۵۴ محکوم شدند و از آنجا که برای مجازات اعدام خیلی جوان بودند، هر یک به پنج سال زندان محکوم شدند. برخی منابع می‌گویند آن‌دو به شرط این که هیچ‌گاه با یکدیگر تماس نگیرند، آزاد شدند اما سام بارنت، وزیر دادگستری، به روزنامه‌نگاران گفت که این ادعا صحت ندارد.
کمتر از چهار ماه بعد، این قتل به عنوان شاهدی قوی از انحطاط اخلاقی، توسط کمیتهٔ ویژهٔ بزهکاری اخلاقی در کودکان و نوجوانان، در آنچه به گزارش مَزِنگارب شهرت یافت ارائه شد. این عنوان برگرفته از نام فامیلی اوسوالد مزنگارب رئیس آن کمیته بود.

## آزادی
پس از آزادی از زندان، پائولین پارکر مدتی را در نیوزیلند گذراند و پیش از خروج از انگلیس تحت نظارت نزدیک بود. او از سال ۱۹۹۷ در دهکدهٔ کوچکی به نام هو در نزدیکی استروود، کنت زندگی و یک مدرسه سوارکاری کودکان را اداره می‌کند. او در بزرگسالی به کلیسای کاتولیک پیوست. پائولین از همکاری در قتل مادرش به‌شدت ابراز پشیمانی کرده و سال‌هاست که از مصاحبه در این مورد خودداری می‌کند.
جولیت هیوم پس از آزادی از زندان، مدتی را در انگلستان و ایالات متحده گذراند و بعداً در انگلیس اقامت گزید. او با نام مستعار آن پری رمان‌های کارآگاهی تاریخی می‌نویسد و در آن زمینه یک نویسندهٔ سرشناس محسوب می‌شود. هیوم از سال ۱۹۶۸ به فرقهٔ مورمون‌ها پیوسته‌است. تا سال ۱۹۹۴ این مسئله که پری همان هیوم است آشکار نشده بود.
در مارس ۲۰۰۶، هیوم گفت که رابطهٔ او با پائولین پارکر یک نوع شیفتگی ذهنی بوده و آنها لزبین نبوده‌اند.

## تصویر رسانه‌ای
فیلم فرانسوی مارا از دست شیطان نجات نده و موجودات آسمانی پیتر جکسون (۱۹۹۴) داستان‌شان به پروندهٔ پارکر-هیوم می‌پردازد. اکران فیلم موجودات آسمانی باعث افشا شدن هویت اصلی آن پری شد.
این پرونده دستمایهٔ نگارش کتابی با عنوان «دوستی شیطان» به قلم ماریجین میکر در سال ۱۹۵۸ بوده‌است. اولین رمان بریل بینبریج با نام «هریت گفت…» با الهام از گزارشهای روزنامه‌ها در مورد این پرونده نگاشته شده‌است.
آنجلا کارتر با الهام از این پرونده، فیلمنامه‌ای نوشت که هیچ‌گاه به مرحلهٔ تولید نرسید. در این فیلم‌نامه که عنوانش قاتل کرایست چرچ است، نام پائولین پارکر به لنا توپ و جولیت هیوم به نریسا لاک تغییر داده شده‌است. فیلمنامهٔ کارتر که الهام‌بخش پیتر جکسون در ساخت فیلم موجودات آسمانی بود در سپتامبر ۲۰۱۸ در قالب نمایشنامهٔ رادیویی از رادیو ۴ بی‌بی‌سی پخش شد.
نمایشنامهٔ «قتل جزئی» نوشتهٔ مری اُر و رجینال دنهام (۱۹۶۷)، «دختران بهشت» اثر میشلین فارستر (۱۹۹۲) و «Folie à Deux» به قلم ترور اشمیت (۲۰۱۰) با دستمایه قرار دادن موضوع این پرونده نگاشته شده‌اند.
پروندهٔ پارکر-هیوم همچنین الهام‌بخش رمان «همه پرندگان آواز می‌خوانند» اثر اوی وایلد بوده‌است.
در سال ۲۰۱۱، الکساندر رومن مستندی به نام «بازتابی از گذشته را» به اتمام رساند، که در آن آلیس دریت نقش پائولین پارکر را بازی می‌کند. این فیلم در دانشگاه لینکلن (به جای سینما ریالتو، که به دلیل وقوع زلزله کریستیچچرچ در فوریه ۲۰۱۱ تعطیل شد) در ۹ مه اکران شد.
قسمت ۴۲۹اُم سریالسیمپسون‌ها با محوریت پارکر و هیوم ساخته شده‌است.
فیلم تلویزیونی زن رمز و راز داستانش در مورد پروندهٔ پارکر-هیوم است. در این فیلم نام‌ها تغییر کرده و مکان جرم به هلیفکس تغییر داده شده با این حال، روایت فیلم از قتل به اصل ماجرا وفادار است.

## کتابشناسی - فهرست کتب
- JHH Gaute و Robin Odell , The New Murderers Who Who Who, 1996, Harrap Books، London
- پرونده‌های معروف جنایی، جلد دو، ۱۹۵۵، لندن
- مشخصه ترسناک، ۱۹۷۳، لندن
- وسواس، ۱۹۵۸، لندن
- پرونده‌های جنایی بیشتر، ۱۹۵۷، لندن
- پاتریک ویلسون، کودکانی که می‌کشند، ۱۹۷۳، لندن
- لندن دیلی میل، ۶ ژانویه ۱۹۹۷، ص. ۱۷